# Pubblico ufficiale (ordinamento italiano)

Il sindaco in Italia è un pubblico ufficiale. Nell'illustrazione indossa la fascia tricolore, che deve contenere lo stemma del comune di cui è sindaco e della repubblica italiana. In questo caso, il comune raffigurato è Novate Milanese.

Un pubblico ufficiale, secondo la legge italiana, è una persona che eserciti una funzione pubblica legislativa, giudiziaria o amministrativa. La figura si distingue da quella di incaricato di pubblico servizio.

## Evoluzione storica
Il codice penale italiano del 1889 all'art. 207 dava una definizione netta di pubblico ufficiale, dichiarando tali:
Dopo la nascita della Repubblica Italiana la nozione si ricava dall'articolo 357 del codice penale italiano, come modificato dalla legge 26 aprile 1990, n. 86:
Dopo l'emanazione della legge nel 1990 la qualifica viene quindi attribuita sulla base della funzione ricoperta, come peraltro confermato dalla giurisprudenza della Corte suprema di cassazione, secondo cui «è ormai irrilevante la qualifica formale della persona all'interno dell'amministrazione» L'art. 4 della legge 7 febbraio 1992 n. 181 ha peraltro definito il concetto di funzione pubblica nell'ambito amministrativo introducendo al secondo comma dell'art. 357 c.p. la seguente definizione:

## Descrizione generale
L'art. 357 rubricato Nozione del pubblico ufficiale dispone:
Agli stessi effetti è pubblica la funzione amministrativa disciplinata da norme di diritto pubblico e da atti autoritativi, e caratterizzata dalla formazione e dalla manifestazione della volontà della pubblica amministrazione o dal suo svolgersi per mezzo di poteri autoritativi o certificativi»
Lo stato giuridico è dunque attribuito ad un soggetto che svolga – indipendentemente dal proprio ruolo di dipendente pubblico o di privato cittadino – una funzione amministrativa disciplinata da norme di diritto pubblico e caratterizzata dalla formazione e dalla manifestazione della volontà della pubblica amministrazione italiana.
L'esercizio di fatto delle pubbliche funzioni, e senza che cioè ci sia stata una investitura formale, è sufficiente a che si riconosca lo status di pubblico ufficiale quando ricorrano le condizioni stabilite dall'art. 357 del codice penale o dagli artt. 2699 e 2700 del codice civile (funzioni amministrative), a patto che non si commetta il reato di usurpazione di funzioni pubbliche . Tra le funzioni pubbliche devono essere ricomprese anche quelle di natura consultiva, anche se svolte all'interno di un organo collegiale.
Sono quindi da considerarsi pubblici ufficiali, coloro che:
- concorrono a formare la volontà di una pubblica amministrazione italiana;
- siano muniti di poteri decisionali, di certificazione, di attestazione, di coazione,[7] e di collaborazione, anche saltuaria.[8]

La giurisprudenza della Suprema Corte di Cassazione ha in più occasioni ribadito che la qualifica vada quindi riconosciuta anche a chi, pur se privato cittadino, possa esercitare poteri autoritativi, deliberativi o certificativi, considerati anche disgiuntamente tra loro, ma occorre sempre verificare se l'attività è disciplinata da norme di diritto pubblico: «la qualifica di pubblico ufficiale, ai sensi dell'art. 357 c.p., deve esser riconosciuta a quei soggetti che, pubblici dipendenti o semplici privati, possono e debbono – quale che sia la loro posizione soggettiva – formare e manifestare, nell'ambito di una potestà regolata dal diritto pubblico, la volontà della p.a., ovvero esercitare, indipendentemente da formali investiture, poteri autoritativi, deliberativi o certificativi, disgiuntamente e non cumulativamente considerati». Al riguardo quindi, un rapporto di subordinazione o di dipendenza con un ente pubblico non è però condizione necessaria per l'attribuzione dello status di pubblico ufficiale. Infatti, è da considerarsi pubblico ufficiale anche chi «concorre in modo sussidiario o accessorio all'attuazione dei fini della pubblica amministrazione, con azioni che non possano essere isolate dal contesto delle funzioni pubbliche»..
L'attribuzione della qualità di pubblico ufficiale non è inoltre correlata a quella di agente di pubblica sicurezza e/o di polizia giudiziaria, le quali sono figure giuridiche a sé stanti che trovano nella espressa previsione normativa la loro ragion d'essere.

## Disciplina normativa

### Poteri e obblighi
Poteri tipici del pubblico ufficiale sono:
- assumere informazioni;
- ispezionare cose e luoghi, con l'esclusione della privata dimora;
- effettuare rilievi segnaletici, descrittivi e fotografici;
- eseguire un sequestro delle cose oggetto di una confisca amministrativa;
- sequestrare un veicolo o un natante privo dell'assicurazione per la responsabilità civile autoveicoli o della carta di circolazione.

Non bisogna tuttavia confondere le attribuzioni di poteri con funzioni di ricerca di illeciti amministrativi, espressamente regolate dalle leggi: infatti l'articolo 13 della legge 24 novembre 1981, n. 689 definisce la potestà di coloro (non riconoscendo a essi nessuna pubblica funzione) che sono incaricati di accertare violazioni specificatamente demandata loro dalla legge.
I pubblici ufficiali hanno l'obbligo di sporgere denuncia, alla magistratura italiana o ad un'altra autorità preposta, quando hanno notizia di reato, che sia perseguibile d'ufficio, di cui siano venuti a conoscenza nell'esercizio o a causa delle loro funzioni o del loro servizio. Il fatto di reato deve essere annotato nelle forme di legge e consegnato all'ufficiale di polizia giudiziaria che provvede a inoltrarlo al pubblico ministero, con gli atti delle attività d'indagine avviate dopo la presentazione di denuncia. Essi comunque non possono adempiere agli atti di polizia giudiziaria salvo specifica delega e incarico della magistratura italiana, al contrario di coloro che possiedono la qualifica di ufficiale di polizia giudiziaria (con competenze, normalmente, nei limiti di alcune specifiche leggi di competenza).

### Reati ascrivibili
I pubblici ufficiali sono soggetti a una disciplina peculiare sotto il profilo penale, derivante dal loro status. Essi soltanto possono pertanto rendersi colpevoli di delitti tipici contro la pubblica amministrazione.

Articolo del quotidiano La Nuova Sardegna del 12 maggio 1996 che tratta dell'arresto di un pubblico ufficiale

Abuso d'ufficioÈ previsto dall'articolo 323 del codice penale. È il reato commesso dal pubblico ufficiale che, nell'esercizio delle proprie funzioni, procura volontariamente a sé o ad altri un ingiusto vantaggio patrimoniale oppure arreca ad altri un danno ingiusto. Questo delitto è punito con la reclusione da uno a quattro anni; la pena è aumentata nei casi di rilevante gravità.
ConcussioneÈ prevista dall'articolo 317 del codice penale. È il reato commesso dal pubblico ufficiale che, abusando dei suoi poteri, costringe qualcuno a dare o a promettere indebitamente – a lui o a un terzo – denaro o altra utilità; questo delitto è punito con la reclusione da sei a dodici anni.
Corruzione per l'esercizio della funzioneÈ prevista dall'articolo 318 del codice penale. Il pubblico ufficiale che, per l'esercizio delle sue funzioni o dei suoi poteri, riceve indebitamente – per sé o per un terzo – denaro o altra utilità o ne accetta la promessa è punito con la reclusione da uno a sei anni.
Corruzione per un atto contrario ai doveri d'ufficioÈ prevista dall'articolo 319 del codice penale. Il pubblico ufficiale che, per omettere o ritardare o per aver omesso o ritardato un atto del suo ufficio, oppure per compiere o per aver compiuto un atto contrario ai doveri di ufficio, riceve – per sé o per un terzo – denaro o altra utilità o ne accetta la promessa è punito con la reclusione da sei a dieci anni.
Induzione indebitaÈ prevista dall'articolo 319-quater del codice penale. È il reato commesso dal pubblico ufficiale che, abusando dei suoi poteri, induce qualcuno a dare o a promettere indebitamente – a lui o a un terzo – denaro o altra utilità; questo delitto è punito con la reclusione sei anni a dieci anni e sei mesi.
PeculatoÈ previsto dall'articolo 314 del codice penale. È il delitto commesso dal pubblico ufficiale che, avendo per ragione del suo servizio il possesso o la disponibilità di denaro o di altra cosa mobile, se ne appropria; tale reato è punito con la reclusione da quattro a dieci anni.
Rivelazione di segreti d'ufficioÈ prevista dall'articolo 326 del codice penale, al primo comma. È il reato commesso dal pubblico ufficiale che, violando i propri doveri o abusando della sua qualità, rivela o agevola la conoscenza di notizie d'ufficio che debbano rimanere segrete; il delitto è punito con la reclusione da sei mesi a tre anni.
Rifiuto e omissione d'atti d'ufficioÈ il reato previsto dall'articolo 328 del codice penale. È il reato commesso dal pubblico ufficiale o dall'incaricato di un pubblico servizio, che indebitamente rifiuta un atto del suo ufficio che, per ragioni di giustizia o di sicurezza pubblica, o di ordine pubblico o di igiene e sanità, deve essere compiuto senza ritardo, è punito con la reclusione da sei mesi a due anni. Se non sussistono ragioni di giustizia o di sicurezza pubblica, è il reato commesso dal pubblico ufficiale o dall'incaricato di un pubblico servizio, che entro trenta giorni dalla richiesta di chi vi abbia interesse non compie l'atto del suo ufficio e non risponde per esporre le ragioni del ritardo; è punito con la reclusione fino ad un anno o con la multa fino a euro 1.032.

### La tutela giuridica
Alcune norme del codice penale italiano tutelano il pubblico ufficiale nell'esercizio delle sue funzioni.
Violenza o minaccia a pubblico ufficialeÈ prevista dall'articolo 336 del codice penale. Chiunque usa violenza a un pubblico ufficiale o a un incaricato di pubblico servizio, per costringerlo a fare un atto contrario ai propri doveri, o a omettere un atto dell'ufficio o del servizio, è punito con la reclusione da sei mesi a cinque anni. La pena è della reclusione fino a 3 anni se il fatto è commesso per costringere alcune delle persone anzidette a compiere un atto del proprio ufficio, o per influire, comunque, su di essa.
Resistenza a pubblico ufficialeÈ prevista dall'articolo 337 del codice penale. Chiunque usa violenza o minaccia per opporsi a un pubblico ufficiale o a un incaricato di pubblico servizio, mentre compie un atto di ufficio o di servizio, o a coloro che, richiesti, gli prestano assistenza, è punito con la reclusione da sei mesi a cinque anni.
Oltraggio a pubblico ufficialeÈ previsto dall'articolo 341-bis del codice penale. Chiunque, in luogo pubblico o aperto al pubblico e in presenza di più persone, offende l'onore ed il prestigio di un pubblico ufficiale mentre compie un atto d'ufficio ed a causa o nell'esercizio delle sue funzioni è punito con la reclusione fino a tre anni. La pena è aumentata se l'offesa consiste nell'attribuzione di un fatto determinato. Se la verità del fatto è provata o se per esso l'ufficiale a cui il fatto è attribuito è condannato dopo l'attribuzione del fatto medesimo, l'autore dell'offesa non è punibile. Ove l'imputato, prima del giudizio, abbia riparato interamente il danno, mediante risarcimento di esso sia nei confronti della persona offesa sia nei confronti dell'ente di appartenenza della medesima, il reato è estinto.

## Esempi
Esempi di pubblici ufficiali riconosciuti dalla legge italiana sono:
- gli appartenenti alle forze armate italiane e alle forze di polizia italiane;
- il personale operativo del Corpo nazionale dei vigili del fuoco;
- gli impiegati civili della pubblica amministrazione italiana, ma solo in particolari circostanze;[17]
- i componenti dell'ufficio elettorale di sezione ed i relativi rappresentanti di lista;[18]
- la guardia zoofila, la guardia venatoria volontaria e le guardie ecologiche volontarie;
- l'ausiliario del traffico;[19]
- i capitreno delle Ferrovie dello Stato Italiane, anche dopo la trasformazione dell'ente in S.p.A.[20];
- i piloti d'aereo, civili e militari, e i comandanti di nave;
- il dirigente scolastico e i docenti delle scuole pubbliche e paritarie[21];
- i magistrati e i giudici popolari nell'esercizio delle loro funzioni[22];
- l'assistente sociale di un ente pubblico quando opera ai sensi dell'articolo 344 comma 2 del codice civile;
- il sindaco quale ufficiale di governo;
- il Presidente del Consiglio dei ministri e tutti i ministri nell'esercizio delle proprie funzioni, dopo avere assunto gli obblighi del giuramento;
- i parlamentari, i consiglieri comunali, provinciali e regionali riuniti in assemblea;
- il direttore dei lavori di opere pubbliche nel momento dell'amministrazione dei lavori;
- i componenti di una commissione di gara d'appalto indetta dalla pubblica amministrazione nelle attività della commissione stessa;
- il notaio;
- l'avvocato, ma solo in determinati casi specifici[23];
- il curatore fallimentare;[24]
- i tecnici e periti (periti industriali, geometri, dottori agronomi, ingegneri, architetti, eccetera) degli organi centrali e periferici (regioni, province e comuni) della pubblica amministrazione aventi funzione di predisposizione e redazione di elaborati tecnico-amministrativi e nella sovraintendenza, organizzazione e controllo di operazioni di carattere tecnico dirette a supporti generali di corrispondenti attività nei settori dell'edilizia, delle opere pubbliche, di difesa e di controllo dell'ambiente;
- i testimoni che depongono in un processo, limitatamente al momento della loro citazione in giudizio sino al passaggio in giudicato della sentenza[22].